# Трети път
 Тази статия е за центристката идеология.  За крайнодясното течение вижте Трета позиция.  
Трети път е политическа идеология сходна с центризма, която се опитва да преодолее различията между десница и левица на основата на различни съчетания на дясноцентристка икономическа политика и лявоцентристка социална политика. Тя се формира като идеологическа преоценка в някои среди на левицата, както социаллиберални, така и социалдемократически в резултат на засилващи се съмнения в икономическия интервенционизъм, успоредно с нарастващата популярност на икономическия либерализъм през 70-те и 80-те години на XX век.